# Vasum muricatum
Vasum muricatum (denominada, em inglês, Caribbean vase) é uma espécie de molusco gastrópode marinho do oeste do oceano Atlântico, pertencente à família Turbinellidae (outrora na família Vasidae), originalmente classificada por Born, em 1778, e nomeada Voluta muricata (no gênero Voluta).

## Descrição da concha e hábitos
Concha sólida e pesada, de coloração branca ou creme, quando não está encoberta por seu perióstraco castanho; com pouco menos de 15 centímetros de comprimento, quando desenvolvida; dotada de fortes pontas arredondadas, em sua área mais larga, e cordões espirais grossos na superfície de sua última volta. Columela e abertura brancas. Opérculo curvo e córneo.
É encontrada em águas da zona entremarés e zona nerítica, principalmente em fundos rochosos e de recifes de coral até os 20 metros de profundidade. Os animais da família Turbinellidae são predadores.

## Distribuição geográfica
Vasum muricatum é uma espécie do mar do Caribe, indo desde o sudeste da Flórida, Estados Unidos, até o norte da América do Sul, incluindo Colômbia e Venezuela.

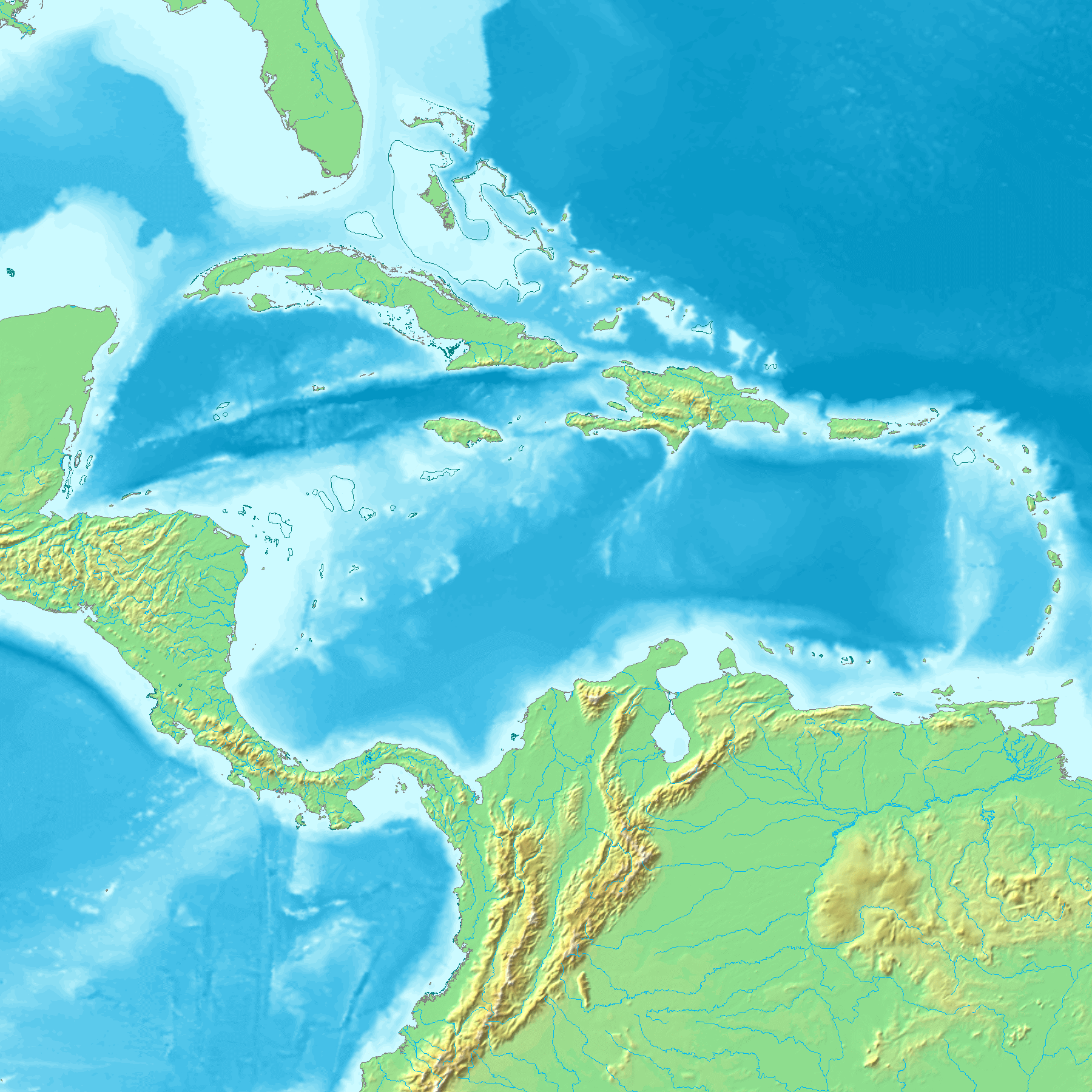
O litoral da região do mar do Caribe é a área de ocorrência de V. muricatum.